# Mahr
Le mahr (arabe : مهر) est le don, selon les prescriptions de l’islam, que l’époux doit faire à l’épouse. Ce don serait une forme d’appréciation et permettrait d’offrir certaines garanties à la femme. Le mahr permet à la femme de survivre seule pendant quelques mois en cas de malheur (décès ou maladie de l'époux par exemple). En Islam, l'homme n'a pas le droit de toucher au patrimoine de la femme qui utilise son argent comme bon lui semble.
Parmi les prestations matrimoniales connues, telles la compensation matrimoniale, la dot, le mahr est comparable au douaire.

## Description
Ce don peut prendre diverses formes, comme une somme d’argent ou des biens. Il peut également être divisé en plusieurs parts : l’une remise à l’épouse au moment du mariage, l’autre après sa consommation et restant due en cas de divorce (si répudiation) ou de veuvage. Il doit également être en rapport avec le statut social de l’épouse.
Les exégètes musulmans considèrent que ce don met l’emphase sur l’importance du contrat de mariage et prépare le mari à remplir ses responsabilités maritales.
Le mahr est mentionné dans le Coran, par exemple le verset 4 de la sourate 4 (An-Nisā’) :
« Et donnez aux épouses leur mahr, de bonne grâce. Si de bon gré elles vous en abandonnent quelque chose, disposez-en alors à votre aise et de bon cœur. »